# Min-Plus-Matrixmultiplikations-Algorithmus
Der Min-Plus-Matrixmultiplikations-Algorithmus ist ein Algorithmus der Graphentheorie, der die kürzesten Pfade eines Graphen berechnet. Er läuft mit einer speziellen Matrizenmultiplikation und hat zudem den Vorteil, dass bei jedem Berechnungsschritt automatisch alle Informationen über erreichbare Wege innerhalb der bisher angegebenen Anzahl der Berechnungsschritte verfügbar sind. Er ist allerdings sehr rechenintensiv und daher langsam.

## Definitionen
Gegeben seien ein gerichteter Graph {\displaystyle G=(V,E)} und eine Matrix mit Gewichten {\displaystyle c_{i,j}}, wobei die Indizes {\displaystyle i} und {\displaystyle j} über die Menge {\displaystyle V} laufen.

### Bewertungsmatrix
Die Kostenmatrix oder Bewertungsmatrix {\displaystyle K} ist dann wie folgt definiert:
{\displaystyle k_{i,j}={\begin{cases}0~\mathrm {falls} ~i=j\\c_{i,j}~\mathrm {falls} ~(i,j)\in E\\\infty ~\mathrm {sonst} \end{cases}}}

### Entfernungsmatrix
Die Entfernungsmatrix {\displaystyle D} ist wie folgt definiert 
{\displaystyle d_{i,j}={\begin{cases}0,~\mathrm {falls} ~i=j\\\mathrm {L{\ddot {a}}nge~des~k{\ddot {u}}rzesten~Weges~von~} i\mathrm {~nach~} j\\\infty ,~\mathrm {falls~es~keinen~Weg~gibt} ~\end{cases}}}

### Matrizenoperation ⊕
{\displaystyle F,G} seien zwei {\displaystyle n\times n}-Matrizen. 
Die Matrix {\displaystyle H=F\oplus G} berechnet sich wie folgt:
{\displaystyle h_{i,j}=\min\{f_{i,l}+g_{l,j}\mid l\in \{1,\dots ,n\}\}}
wobei gelten soll {\displaystyle a+\infty =\infty +a=\infty }.
{\displaystyle \oplus } ist also die Multiplikation von Matrizen über einem Halbring mit {\displaystyle (0,1,+,\cdot ):=(\infty ,0,\operatorname {min} ,+)}.
Statt {\displaystyle K\oplus K} schreiben wir kurz {\displaystyle K^{[2]}}.
{\displaystyle K^{[i+1]}=K^{[i]}\oplus K}

## Zusammenhang mit Kürzesten Pfaden
Für einen gerichteten Graph {\displaystyle G=(V,E)} mit positiven Kantengewichten {\displaystyle c_{i,j}} (oder mit konservativer Gewichtsfunktion) gilt:
- Die Matrix {\displaystyle K^{[p]}=(k_{i,j}^{[p]})} gibt die Länge der kürzesten Pfade mit maximal {\displaystyle p} Kanten an. Der Eintrag {\displaystyle k_{i,j}^{[p]}} gibt dabei die Länges des kürzesten Pfad (mit maximal {\displaystyle p} Kanten) von Knoten {\displaystyle i} zu Knoten {\displaystyle j} an.
- Wenn {\displaystyle n} die Anzahl der Knoten ist dann gilt {\displaystyle K^{[p]}=D} für alle {\displaystyle p\geq n-1}.
- Wenn {\displaystyle K^{[p+1]}=K^{[p]}} dann auch {\displaystyle K^{[p]}=D}.

## Algorithmus
Der Min-Plus-Matrixmultiplikations-Algorithmus berechnet nun ausgehend von der Kostenmatrix {\displaystyle K} des Graph {\displaystyle K^{[p]}} sodass {\displaystyle K^{[p+1]}=K^{[p]}=D}.
Variante 1: Berechnet {\displaystyle K^{[2]},K^{[3]},K^{[4]},...} bis  {\displaystyle K^{[p+1]}=K^{[p]}}. Dabei wird in jedem Schritt das Ergebnis des letzten Schrittes mit der Matrix {\displaystyle K} multipliziert.
Variante 2: Berechnet {\displaystyle K^{[2]},K^{[4]},K^{[8]},...} bis {\displaystyle K^{[2*p]}=K^{[p]}}.
Dabei wird in jedem Schritt das Ergebnis des letzten Schrittes quadriert.

### Laufzeit
Im Folgenden verwenden wir die Landau-Notation, um das asymptotische Verhalten der Laufzeit anzugeben.
Im worst case benötigt Variante 1 {\displaystyle \Theta \left(n\right)} Matrixmultiplikationen während Variante 2 nur  {\displaystyle \Theta \left(\log n\right)} Matrixmultiplikationen benötigt.
Die Laufzeit mit der naiven Implementierung der Min-Plus-Matrixmultiplikation ist dann in {\displaystyle \Theta \left(n^{4}\right)} für Variante 1 und in {\displaystyle \Theta \left(n^{3}\cdot \log n\right)} für Variante 2. 
Damit hat der Algorithmus eine schlechtere Laufzeit als der vergleichbare Algorithmus von Floyd und Warshall dessen Laufzeit in {\displaystyle {\mathcal {O}}(n^{3})} ist.
Die Laufzeit kann jedoch durch kompliziertere Implementierungen der Min-Plus-Matrixmultiplikation verbessert werden.